# Roland Borer
Pour les articles homonymes, voir Borer (homonymie).
Roland Borer, né le 27 janvier 1951 à Soleure (originaire de Kleinlützel), est une personnalité politique suisse du canton de Soleure, membre du Parti des automobilistes, puis de l'Union démocratique du centre. Il est conseiller national de 1991 à 2015.

## Biographie
Roland Borer naît le 27 janvier 1951 à Soleure. Il est originaire de Kleinlützel, dans le canton de Soleure. 
Il est officier instructeur dans l'armée suisse jusqu'à son élection au Conseil national en 1991. Il exerce ensuite la profession d'entrepreneur. Il est major dans l'armée suisse.

## Parcours politique
Membre du Parti des automobilistes, Roland Borer siège au Grand Conseil du canton de Soleure de 1989 à 1991. Il est ensuite élu au Conseil national comme représentant du canton de Soleure en 1991. En 1993, il se présente en vain à l'élection du Conseil d'État du canton de Soleure, mais n'obtient qu'environ un cinquième des voix des candidats élus. Succédant à Jürg Scherrer, il est président du Parti des automobilistes de 1994 à 1998,. En 1997, il est à nouveau candidat malheureux au Conseil d'État.  
Après avoir siégé dans les groupes "Automobilisten (A)" (91-95) puis "Freiheit (F)" (95-98), il rejoint le 20 novembre 1998 le groupe de l'Union démocratique du centre (V). Il est le deuxième conseiller national du parti à rejoindre l'UDC après Ulrich Giezendanner en 1996. Il est réélu sous les couleurs de l'UDC lors des quatre élections fédérales suivantes. Au début de l'année 2015, la Basler Zeitung publie une photo de lui faisant ses achats en Allemagne alors qu'il dénonce régulièrement les achats des Suisses à l'étranger. Lors des élections fédérales de 2015, il n'est pas réélu.  
Lors des élections cantonales soleuroises de 2005 et de 2009, il est à nouveau candidat au Conseil d'État, mais n'est pas élu,. 